# Кукуеци (Телеорман)
Кукуеци (рум. Cucueți) насеље је у Румунији у округу Телеорман у општини Скриоаштеа. Oпштина се налази на надморској висини од 104 m.

## Становништво
Према подацима из 2002. године у насељу је живело 968 становника, од којих су сви румунске националности.